# Tapinanthus erectotruncatus
Tapinanthus erectotruncatus là một loài thực vật có hoa trong họ Loranthaceae. Loài này được Balle ex Polhill & Wiens miêu tả khoa học đầu tiên năm 1992.